# Балка Калугіна
Балка Калугіна — балка (річка) в Україні у Шевченківському районі Харківської області. Ліва притока річки Великий Бурлук (басейн Дону).

## Опис
Довжина балки приблизно 3,76 км, найкоротша відстань між витоком і гирлом — 3,48  км, коефіцієнт звивистості річки — 1,08 . Формується декількома струмками та загатами. На деяких ділянках балка пересихає.

## Розташування
Бере початок у селі Володимирівка. Тече переважно нга південний захід і на південно-східній околиці села Нижній Бурлук впадає в річку Великий Бурлук, ліву притоку річки Сіверського Дінця.

## Цікаві факти
- У XX столітті на балці існували газгольдер та газова свердловина[2].